# Macromitrium bifasciculare
Macromitrium bifasciculare är en bladmossart som beskrevs av C. Müller och Per Karl Hjalmar Dusén 1903. Macromitrium bifasciculare ingår i släktet Macromitrium och familjen Orthotrichaceae. Inga underarter finns listade i Catalogue of Life.